# 애슐리강

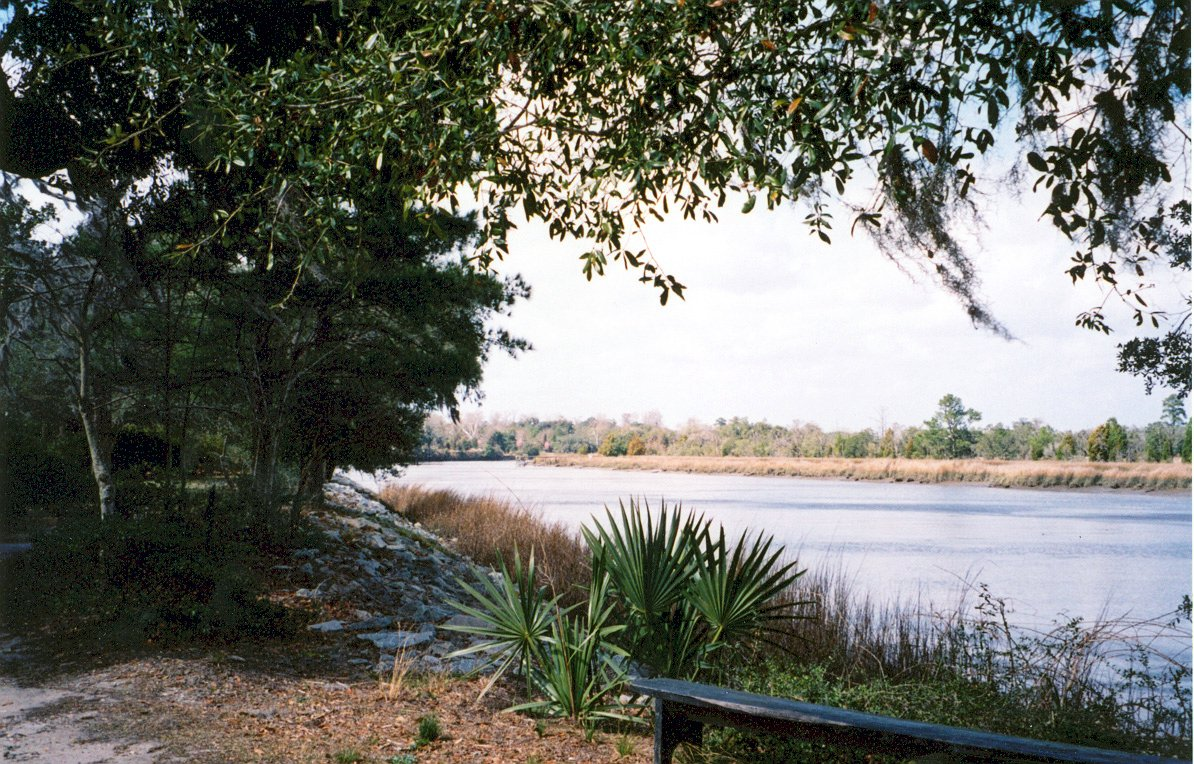

애슐리강(Ashley River)은 서부 버클리군의 와사마소(Wassamassaw)와 그레이트 사이프러스 스웜프스(Great Cypress Swamps)에서 솟아오르는 사우스 캐롤라이나의 흑수하천이자 감조 하천이다. 이 강은 서머빌에서 서쪽으로 약 5마일 떨어진 주 수로를 통합하여 포트 도체스터(Fort Dorchester) 바로 남쪽의 갯벌 어귀로 확장된다. 그런 다음 이 강은 찰스턴 반도에 도달하기 전에 노스 찰스턴 시의 유서 깊은 제방을 따라 약 27km를 흐른다. 훨씬 더 넓은 애슐리강은 대서양으로 빠져나가기 전에 쿠퍼강(Cooper River)에 합류한다. 2012년 기준 애슐리강 주변의 토지(또는 원래 토지 보조금이 불렸던 Ashley Barony)은 대부분 미개발 상태이다.
이 강의 이름은 탐험가 로버트 샌드포드(Robert Sandford)가 샤프츠베리 1대 백작이자 캐롤라이나 식민지의 최고 소유주였던 앤서니 애슐리 쿠퍼(Anthony Ashley Cooper)의 이름을 따서 명명되었다. 1675년 쿠퍼는 1670년 앨버말 포인트(Albemarle Point)에 영구적인 정착지가 만들어진 후 강을 따라 12,000에이커(4,900ha)의 땅을 부여받았다. 이 정착지는 사우스 캐롤라이나의 "최초의 유럽 영구 정착지"였으며 오늘날 앨버말 포인트는 찰스 타운 랜딩(Charles Towne Landing)으로 알려져 있다. 이 정착지는 10년 후 강 건너 현재의 반도 위치로 이전될 예정이며 찰스턴(Charleston)으로 잘 알려져 있다.
이 강에 가장 가까운 땅은 18세기 내내 플랜테이션 소유주에 의해 개발되었다. 미국 독립 전쟁 동안 영국인은 1780년부터 1782년까지 농장을 점령했다. 애슐리강을 따라 재배된 주요 작물에는 쌀, 인디고, 면화가 포함되었다. 남북 전쟁 이후 이 지역의 대부분은 주로 사냥과 관광에 사용되기 시작했다.